# 漫研。
《漫研。》是加瀨大輝的日本漫畫作品，小學館出版，本為《月刊Sunday Gene-X》創刊10周年單篇記念，後於2012年《月刊Sunday Gene-X》的5月號上刊登，同年5月推出了動畫宣傳片。

## 故事簡介
女子高中生日笠倖就像是個標準的模範生，外表優雅且課業成績優秀和體育萬能，雖然本身是個冷淡處世的人，對同學電波妹豐崎愛麗絲卻有股異樣的煩躁感。
儘管嫌棄愛麗絲創作的漫畫品質低下，卻在漫畫被當眾毀壞時以「我絕對不能原諒踐踏別人用心創作的作品的傢伙」的台詞痛毆了那位同學，也因此被愛麗絲發現了自己喜歡漫畫的秘密。在漫研社長竹達紀梨乃的激將法下錯口答應入社，後又驚艷於社團雜誌裡 Anoth 作品的完成度，決定留在漫研擊敗強敵增強實力。
也因加入了擁有五個怪人成員的漫研社，經歷了各色超乎預料的事件。

## 登場角色
日笠倖
就像是個標準的模範生，外表優雅且課業成績優秀和體育萬能，在班上隱藏了漫畫的興趣。認真想成為漫畫家，雖然喜歡漫畫，但是不熟悉遊戲、手辦之類的衍生物。好勝心強，和同學豐崎愛麗絲的相處對她產生了化學變化。對家人隱藏了畫漫畫的事實。
豐崎愛麗絲
成績不好，非常喜歡漫畫，沒有特別學習漫畫的技巧，創作只是自娛，因此作品各方面都不佳。在同學日笠倖的幫助和刺激下，漫畫的才能逐漸開花。對家人隱藏了畫漫畫的事實。
竹達紀梨乃
漫研社社長。因為行事作風瘋狂，被稱為紅髮惡魔。
平野心
甫出道就受到熱烈關注的漫畫家，連載作品「復仇者」。
藤本元
漫研社顧問老師。
白井麻里香
漫研社社員，手藝靈巧，經常自己製作角色扮演的服裝。
伊藤玲士
美術社社員，前漫研社社員，無法承受打擊，放棄了漫畫。

## 出版書籍
| 卷數 | 小學館         | 小學館                 | 文化傳信       | 文化傳信               | 東立出版社    | 東立出版社             |
| 卷數 | 發售日期       | ISBN                   | 發售日期       | ISBN                   | 發售日期      | ISBN                   |
| ---- | -------------- | ---------------------- | -------------- | ---------------------- | ------------- | ---------------------- |
| 1    | 2011年10月19日 | ISBN 978-4-09-157289-9 | 2012年7月16日  | ISBN 978-988-8114-70-2 | 2012年11月9日 | ISBN 978-986-324-041-9 |
| 2    | 2012年4月19日  | ISBN 978-4-09-157306-3 | 2012年11月2日  | ISBN 978-988-8194-25-4 | 2013年5月20日 | ISBN 978-986-324-042-6 |
| 3    | 2012年10月19日 | ISBN 978-4-09-157324-7 | 2013年8月10日  | ISBN 978-988-8195-44-2 | 2014年4月10日 | ISBN 978-986-324-504-9 |
| 4    | 2013年5月17日  | ISBN 978-4-09-157347-6 | 2014年12月6日  | ISBN 978-988-8318-23-0 | 2014年6月17日 | ISBN 978-986-332-886-5 |
| 5    | 2013年10月18日 | ISBN 978-4-09-157359-9 | 2015年10月24日 | ISBN 978-988-8318-78-0 |               |                        |
| 6    | 2014年4月18日  | ISBN 978-4-09-157376-6 |                |                        |               |                        |
| 7    | 2014年11月19日 | ISBN 978-4-09-157397-1 |                |                        |               |                        |

## 外部連結
- 漫研。 加瀨大輝 | 小學館Comic - Sunday （页面存档备份，存于） （日語）
- YouTube上的動畫PV （日語）